# ۱۲ فوریه
۱۲ فوریه در تقویم گرگوری، چهل و سومین روز سال است. ۳۲۲ روز (در سال‌های کبیسه ۳۲۳روز) تا پایان سال باقی است.

## رویدادها
- ۱۵۴۱ - سانتیاگو پایتخت شیلی ساخته شد.
- ۱۸۱۸ - شیلی استقلال خود را از اسپانیا اعلام کرد.
- ۱۸۳۲ - اکوادر جزایر گالاپاگوس را ضمیمه خاک خود کرد.
- ۱۸۵۵ - دانشگاه ایالتی میشیگان تأسیس شد.
- ۱۹۱۲ - به دستور جمهوری چین آخرین امپراتور چین پویی در هفت سالگی در شهر ممنوعه بازداشت خانگی شد.
- ۱۹۹۲ - قانون اساسی کنونی مغولستان اجرایی شد.
- ۱۹۹۹ - دادگاه بیل کلینتون با تبرئه او در سنای آمریکا پایان یافت.
- ۲۰۰۲ - هواپیمای توپولف تی یو-۱۵۴ شرکت هواپیمایی ایران ایرتور در نزدیکی خرم‌آباد هنگامی که می‌خواست در فرودگاه خرم‌آباد فرود بیاید با کوه برخورد کرد و ۱۱۹ نفر کشته شدند.
- ۲۰۰۴ - ازدواج همجنسگرایان در شهر سانفرانسیسکو ایالت کالیفورنیا ایالات متحده شروع به ثبت رسمی شد.
- ۲۰۰۹ - در اثر سانحه در پرواز شماره ۳۴۰۷ خطوط هوایی کلوگان بر فراز نیویورک هنگامی که هواپیما خود را برای فرود در فرودگاه بین‌المللی بوفالو نیاگارا آماده می‌کرد همه ۴۹ سرنشین آن (۴۵ مسافر و ۴ خدمه) و یک تن بر روی زمین کشته و چهار تن نیز روی زمین زخمی شدند.

## زادگان
- ۱۸۰۹ - چارلز داروین، دانشمند و زیست‌شناس انگلیسی و بنیانگذار نظریهٔ تکامل، نویسنده کتاب منشاء انواع.
- ۱۹۲۲ - ساموئل یود، با نام نویسندگی «جان کریستوفر»، نویسندهٔ انگلیسی داستان‌های علمی-تخیلی.
- ۱۹۳۴ - بیل راسل اسطوره ان‌بی‌ای
- ۱۹۳۹ – دوین اوزولین، ورزشکار دو و میدانی اهل اتحاد جماهیر شوروی
- ۱۹۴۶ - آژدا پکان، بازیگر
- ۱۹۸۶ - ماریو بودیمیر، بازیکن فوتبال

## درگذشتگان
- ۱۸۰۴ - ایمانوئل کانت، فیلسوف آلمانی (ت. ۱۷۲۴).
- ۱۹۴۹ - حسن البنا، بنیانگذار اخوان المسلمین
- ۱۹۵۴ - ژیگا ورتوف، فیلمساز روس، (ت. ۱۸۹۶).
- ۱۹۷۹ - ژان رنوار، کارگردان پر آوازهٔ فرانسوی.
- ۱۹۸۶ - عزیزه هارون، شاعر سوری.[۱]
- ۲۰۰۸ - عماد مغنیه فرمانده نظامی حزب‌الله لبنان.

## مناسبت‌ها
- روز جهانی داروین
- روز جوانان در کشور ونزوئلا
- روز اتحاد در کشور میانمار

## جُستارهای وابسته
- ویکی‌پدیا:یادبودهای برگزیده/۱۲ فوریه